# HSC Leu 06 Braunschweig
Heidberger Sportclub Leu 06 Braunschweig é uma agremiação esportiva alemã, fundada a 24 de maio de 1906, sediada em Braunschweig, na Baixa Saxônia.

## História
O clube foi fundado como BV Wacker Braunschweig em 1906. Em 1911, foi incorporada pela Wacker o MTV Braunschweig, outro time local. No entanto, ambos se separariam novamente em 1923. Mesmo o nome Wacker já tinha sido tomado por um outro clube de Braunschweig, entretanto, o antigo foi restabelecido sob o novo nome de FC Leu. O Leu era o que tinha mais tempo com o MTV Braunschweig, em 1945, mas, novamente, a fusão foi de curta duração. Em 1954, o Leu foi refundado como um clube independente, mais uma vez, desta feita como SC Leu 06 Braunschweig. 
Em 1979, se transferiu para um novo terreno no distrito de Heidberg, na cidade de Braunschweig. O movimento também foi refletido pela adição da letra "H" para no nome, representando a sua nova casa.
Promoveu aparições por duas vezes no primeiro nível do futebol alemão antes da Segunda Guerra Mundial. Para a 1. Spielklasse Bezirk Braunschweig, de 1906 a 1911, e para a Bezirksliga Südhannover-Braunschweig, desde 1929 chamada Oberliga Südhannover-Braunschweig, a partir de 1924 até 1933. Desde a sua refundação, em 1954, até 1963, o Leu jogou na segunda divisão, a Amateuroberliga Niedersachsen. Por pouco não conquistou a promoção à Oberliga Nord em 1960, 1961 e 1962. Devido à fundação da Bundesliga, como o novo nível de primeira divisão da Alemanha Ocidental, em 1963, foi remanejado para a terceira divisão naquele ano. 
Em 1969, o clube foi promovido de volta para a segunda divisão, então Regionalliga Nord, permanecendo até sofrer o rebaixamento em 1973. Desde então, o Leu tem jogado nas camadas inferiores do futebol alemão, mais recentemente, na Braunschweig Bezirksliga, Grupo 2 (VII).

## Títulos
- Niedersachsenliga:
  - Campeão (2): 1961, 1969[1]
  - Vice-campeão (3): 1960, 1962, 1967
- Amateuroberliga Niedersachsen-Ost (II):
  - Campeão (3): 1960, 1961, 1962
  - Vice-campeão (1): 1963

## Fonte
- Grüne, Hardy (2001). Vereinslexikon. Kassel: AGON Sportverlag ISBN 3-89784-147-9